# 경기도광명교육지원청
경기도광명교육지원청(京畿道光明敎育支援廳, Gwangmyeong Office of Education)은 경기도 광명시를 관할하는 경기도교육청 산하의 교육지원청이다.
교육장은 장학관으로 보한다.

## 연혁
- 1981년 7월 1일: 광명시 승격과 동시에 안양시 교육청에서 분리되어 광명시 교육청 개청 (관할구역: 광명시, 시흥군)
- 1986년 3월 1일: 과천시 분리 (안양시 교육청 편입)
- 1987년 3월 1일: 안산시 교육청 분리 (안산시, 시흥군 분리)
- 1991년 3월 26일: 경기도광명교육청으로 명칭 변경
- 2010년 9월 1일: 경기도광명교육지원청으로 명칭 변경

## 산하기관

### 유치원
|  |

### 초등학교
| - 가림초등학교 - 광명광덕초등학교 - 광명광성초등학교 - 광명남초등학교 - 광명동초등학교 - 광명북초등학교 | - 광명서초등학교 - 광명초등학교 - 광문초등학교 - 광일초등학교 - 구름산초등학교 - 도덕초등학교 | - 서면초등학교 - 소하초등학교 - 안서초등학교 - 안현초등학교 - 연서초등학교 - 온신초등학교 | - 철산초등학교 - 충현초등학교 - 하안남초등학교 - 하안북초등학교 - 하안초등학교 - 하일초등학교 |

### 중학교
| - 가림중학교 - 광남중학교 - 광명북중학교 | - 광명중학교 - 광문중학교 - 소하중학교 | - 안서중학교 - 철산중학교 - 충현중학교 | - 하안북중학교 - 하안중학교 |

## 같이 보기
- 대한민국 교육부